# Grand Isle (Vermont)
Grand Isle es un pueblo ubicado en el condado de Grand Isle en el estado estadounidense de Vermont. En el año 2010 tenía una población de 2067 habitantes y una densidad poblacional de 22,71 personas por km².

## Geografía
Grand Isle se encuentra ubicado en las coordenadas 44°42′45″N 73°18′19″O / 44.71250, -73.30528, sobre una isla del lago Champlain.

## Demografía
Según la Oficina del Censo en 2000 los ingresos medios por hogar en la localidad eran de $48,594 y los ingresos medios por familia eran $52,143. Los hombres tenían unos ingresos medios de $39,191 frente a los $25,900 para las mujeres. La renta per cápita para la localidad era de $22,955. Alrededor del 4.2% de la población estaba por debajo del umbral de pobreza.